# کاستل سن نیکولو
کاستل سان نیکولو (به ایتالیایی: Comune di Castel San Niccolò) یک کومونه در ایتالیا است که در استان آرتزو واقع شده‌است.

## خصوصیات
کاستل سان نیکولو ۸۳٫۰ کیلومتر مربع مساحت و ۲٬۸۲۳ نفر جمعیت دارد و ۳۸۰ متر بالاتر از سطح دریا واقع شده‌است.